# 天津道
天津道，清朝设置的道，属于直隶省。
顺治元年（1644年）设分巡天津道，驻天津卫。属于保定巡抚、天津巡抚。顺治七年（1650年），河间府辖区并入，全称整饬天津河间等处兵备道。康熙八年（1669年）不称兵备。雍正四年（1726年）改为天津河道，驻天津府，总管南运河、子牙河和淀河。不管州县钱粮刑名事务。雍正十一年（1733年），再为天津道，下辖天津府、河间府，兼管河务。乾隆十三年（1748年），为按察使副使衔。乾隆三十二年（1767年）加兵备衔。次年（1768年）称分巡直隶天津河间等处地方兼管河务兵备道。民国改为渤海道、津海道。